# Hans-Jürgen Bäumler
Hans-Jürgen Bäumler (Dachau, 28 gennaio 1942) è un ex pattinatore artistico su ghiaccio, attore e cantante tedesco.

## Palmarès
Individuale maschile
| Evento              | 1955 | 1956 | 1957 | 1958 | 1959 |
| ------------------- | ---- | ---- | ---- | ---- | ---- |
| Campionati mondiali |      | 12°  |      | 14°  |      |
| Campionati europei  |      | 14°  | 6°   | 8°   |      |
| Campionati tedeschi | 4°   | 3°   | 2°   | 3°   | 3°   |

Coppie con Marika Kilius
| Evento                    | 1958 | 1959 | 1960 | 1961 | 1962 | 1963 | 1964 |
| ------------------------- | ---- | ---- | ---- | ---- | ---- | ---- | ---- |
| Giochi olimpici invernali |      |      | 2°   |      |      |      | 2°   |
| Campionati mondiali       | 6°   | 2°   | 3°   |      |      | 1°   | 1°   |
| Campionati europei        | 5°   | 1°   | 1°   | 1°   | 1°   | 1°   | 1°   |
| Campionati tedeschi       | 1°   | 1°   | 2°   | 2°   | 2°   | 1°   | 1°   |

## Discografia
| Pubblicazione | Lato A / B                                                            | Cat.nr.         |
| 1964          | Wunderschönes fremdes Mädchen / Eine Träne unter tausend              | CBS 1451        |
| 1964          | Honeymoon in St. Tropez / Nur der Mond ist schuld daran (& M. Kilius) | CBS 1458        |
| 1964          | Aber mein Herz ist allein / Viel zu groß ist meine Liebe              | CBS 1480        |
| 1964          | Sorry Little Baby / Heimliche Liebe                                   | CBS 1703        |
| 1965          | Einmal gibt's ein Wiedersehn / Morgen schon                           | CBS 2105        |
| 1965          | Du bist mein Talisman / Gestern, Heute, Morgen                        | CBS 2130        |
| 1965          | Wenn junge Leute bummeln geh'n / Gaucho Musikant (& M. Kilius)        | CBS 2131        |
| 1966          | Ich finde dich wunderbar / Die Straßen dieser Stadt                   | CBS 2289        |
| 1967          | Sie weint nur um dich / Es ist so schön mit dir zu gehn               | CBS 2879        |
| 1967          | Der Tag, an dem die Liebe kam / Laß mich träumen                      | CBS 2310        |
| 1968          | Marionetten / Du bist Niemand                                         | CBS 2534        |
| 1968          | Vor uns liegt das Leben / So long, Good-Bye                           | CBS 2688        |
| 1968          | Sie weint nur um dich / Es ist schön, mit dir zu geh'n                | CBS 2879        |
| 1976          | Zauberei aus dem Zylinder / Auf einem Schaukelpferd                   | Elite Sp. 60030 |
| 1976          | Leutnant der Husaren / Wenn zwei Menschen glücklich sind              | Elite Sp. 60033 |

## Filmografia parziale

### Cinema
- Die große Kür (1964)
- Il magnifico emigrante (Ruf der Wälder), regia di Franz Antel (1965)
- Nude e caste alla fonte (Die Liebesquelle), regia di Ernst Hofbauer (1966)
- 00Sex am Wolfgangsee (1966)
- Das sündige Dorf (1966)
- Das große Glück, regia di Franz Antel (1967)
- Paradies der flotten Sünder (1968)
- Hurra, unsere Eltern sind nicht da (1970)
- Verliebte Ferien in Tirol (1971)
- Einer spinnt immer (1971)
- Die lustigen Vier von der Tankstelle (1972)
- Sonja schafft die Wirklichkeit ab oder... ein unheimlich starker Abgang (1973)
- Schwarzwaldfahrt aus Liebeskummer (1974)
- Almenrausch und Pulverschnee (1993)

### Televisione
- Dem Täter auf der Spur - Serie TV (1969)
- Salto mortale (Salto Mortale - Die Geschichte einer Artistenfamilie) - Serie TV (1969-1972)
- Großstadtrevier - Serie TV (1995)
- Im Namen des Gesetzes - Serie TV (1996)
- Die Anrheiner - Serie TV (1998)
- Unser Charly - Serie TV (2000-2012)
- Kreuzfahrt ins Glück - Serie TV (2008)
- SOKO München - Serie TV (2010)
- Verbotene Liebe - Serie TV (2011)
- Dr. Klein - Serie TV (2019)